# Martina Duncker
Martina Duncker (* 1962) ist eine deutsche Schauspielerin und Synchronsprecherin.

## Leben
Als Schauspielerin war sie 1990 in einer Sprechrolle als Windliese in Peterchens Mondfahrt zu hören, bevor sie weitere kleinere Rollen in ZDF-Krimis (Tod im Labor, Zwei Brüder und Anwalt Abel) spielte. Bis 2005 war sie neben ihrer Synchrontätigkeit mehrmals im TV zu erleben.

## Sprechrollen (Auswahl)
Laura Linney
- 2005: Der Exorzismus von Emily Rose als Erin Bruner
- 2006: Jindabyne als Claire
- 2006: Driving Lessons als Laura Marshall

### Filme
- 1990: Peterchens Mondfahrt als Windliese
- 1993: Stephen Kings Stark als Babysitterin Donna (Donna Lynne Champlin) und als Trudy Wiggins (Christine Forrest)
- 1994: Interview mit einem Vampir als Frau im Publikum (Katia Caballero)
- 1995: Columbo: Seltsame Bettgenossen als Tiffany Keene (Karen Mayo-Chandler)
- 1996: Pandora’s Clock  als Dr. Roni Sanders (Daphne Zuniga)
- 1998: Columbo: Das Aschenpuzzle als Anmoderatorin (Karrisa Corday)
- 1999: The Sixth Sense als Mrs. Collins (Angelica Page)
- 2000: Sexcalibur als Arachna (Asia Carrera)
- 2000: Girls United als TV–Reporterin (Daniella Kuhn)
- 2000: Vampire Hunter D: Bloodlust als Caroline (Youko Soumi)
- 2001: Robotic Angel als Erste Lautsprecherstimme (Yuuko Minaguchi)
- 2002: Cypher als Diana Thursby (Kari Matchett)
- 2003: Kalender Girls als Reporterin (stehend)
- 2003: Jack Lennox – Einer zieht die Fäden als Deirdre McIntyre (Louise Beattie)
- 2003: Ein Schlitzohr namens Santa Claus als Passantin (Beverley Elliott)
- 2006: Die Chroniken von Erdsee als Königin (Yui Natsukawa)
- 2006: Man of the Year als Moderatorin Faith Daniels (Faith Daniels)
- 2006: Breaking and Entering – Einbruch und Diebstahl als Rosemary McCloud (Juliet Stevenson)
- 2007: Die Todeskandidaten als Donna Sereno (Angie Milliken)
- 2008: Winged Creatures als Joan Laraby (Embeth Davidtz)
- 2008: Die Muppets – Briefe an den Weihnachtsmann als Claires Mutter (Jane Krakowski)
- 2009: Gesetz der Rache als Clydes Frau (Brooke Stacy Mills)
- 2009: 17 Again – Back to High School als Naomi (Nicole Sullivan)

### Serien
- 1992–1993: Tropical Heat als Sylvie Girard (Carolyn Dunn)
- 1992–1997: Roseanne als Nancy Bartlett / Thomas (2. Stimme) (Sandra Bernhard)
- 1993–1996: Melrose Place als Jo Reynolds (Daphne Zuniga)
- 1995: D’Artagnan und die drei Musketiere als Aramis (Eiko Yamada)
- 1996: Nadia – Die Macht des Zaubersteins als Grandis Granva (Kumiko Takizawa)
- 1997: Sailor Moon als Kermesite (Wakana Yamazaki)
- 1998: Sailor Moon als Sailor Star Maker (Narumi Tsunoda)
- 1998–2006: Law & Order als Stellv. Bezirksstaatsanwältin Jamie Ross (Carey Lowell)
- 2001: Monster Rancher als Flora–Schwester
- 2001–2003: Doremi als Sophies Mutter (Tomoko Hiratsuji)
- 2008, 2013: Damages – Im Netz der Macht als Detective Rosario Ortiz (Maya Days)